# Gortyna xanthenes
Gortyna xanthenes là một loài bướm đêm trong họ Noctuidae.